# Лейкленд (Нью-Йорк)
Лейкленд (англ. Lakeland) — переписна місцевість (CDP) в США, в окрузі Онондага штату Нью-Йорк. Населення — 2556 осіб (2020).

## Географія
Лейкленд розташований за координатами 43°5′27″ пн. ш. 76°14′33″ зх. д. / 43.09083° пн. ш. 76.24250° зх. д. (43.090869, -76.242610).  За даними Бюро перепису населення США в 2010 році переписна місцевість мала площу 3,84 км², уся площа — суходіл.

## Демографія
Згідно з переписом 2010 року, у переписній місцевості мешкало 2786 осіб у 1125 домогосподарствах у складі 823 родин. Густота населення становила 725 осіб/км².  Було 1168 помешкань (304/км²).
Расовий склад населення:
| - 97,7 % — білих - 0,4 % — чорних або афроамериканців - 0,3 % — корінних американців - 0,3 % — азіатів |

До двох чи більше рас належало 1,2 %. Частка іспаномовних становила 1,3 % від усіх жителів.
За віковим діапазоном населення розподілялося таким чином: 19,3 % — особи молодші 18 років, 61,8 % — особи у віці 18—64 років, 18,9 % — особи у віці 65 років та старші. Медіана віку мешканця становила 46,0 року. На 100 осіб жіночої статі у переписній місцевості припадало 92,1 чоловіків;  на 100 жінок у віці від 18 років та старших — 90,1 чоловіків також старших 18 років.
Середній дохід на одне домашнє господарство  становив 66 739 доларів США (медіана — 61 250), а середній дохід на одну сім'ю — 73 752 долари (медіана — 70 268). Медіана доходів становила 45 750 доларів для чоловіків та 43 036 доларів для жінок. За межею бідності перебувало 3,2 % осіб, у тому числі 9,9 % дітей у віці до 18 років та 2,8 % осіб у віці 65 років та старших.
Цивільне працевлаштоване населення становило 1364 особи. Основні галузі зайнятості: освіта, охорона здоров'я та соціальна допомога — 31,5 %, роздрібна торгівля — 14,4 %, мистецтво, розваги та відпочинок — 10,5 %, транспорт — 8,9 %.